# Panzerkampfwagen II

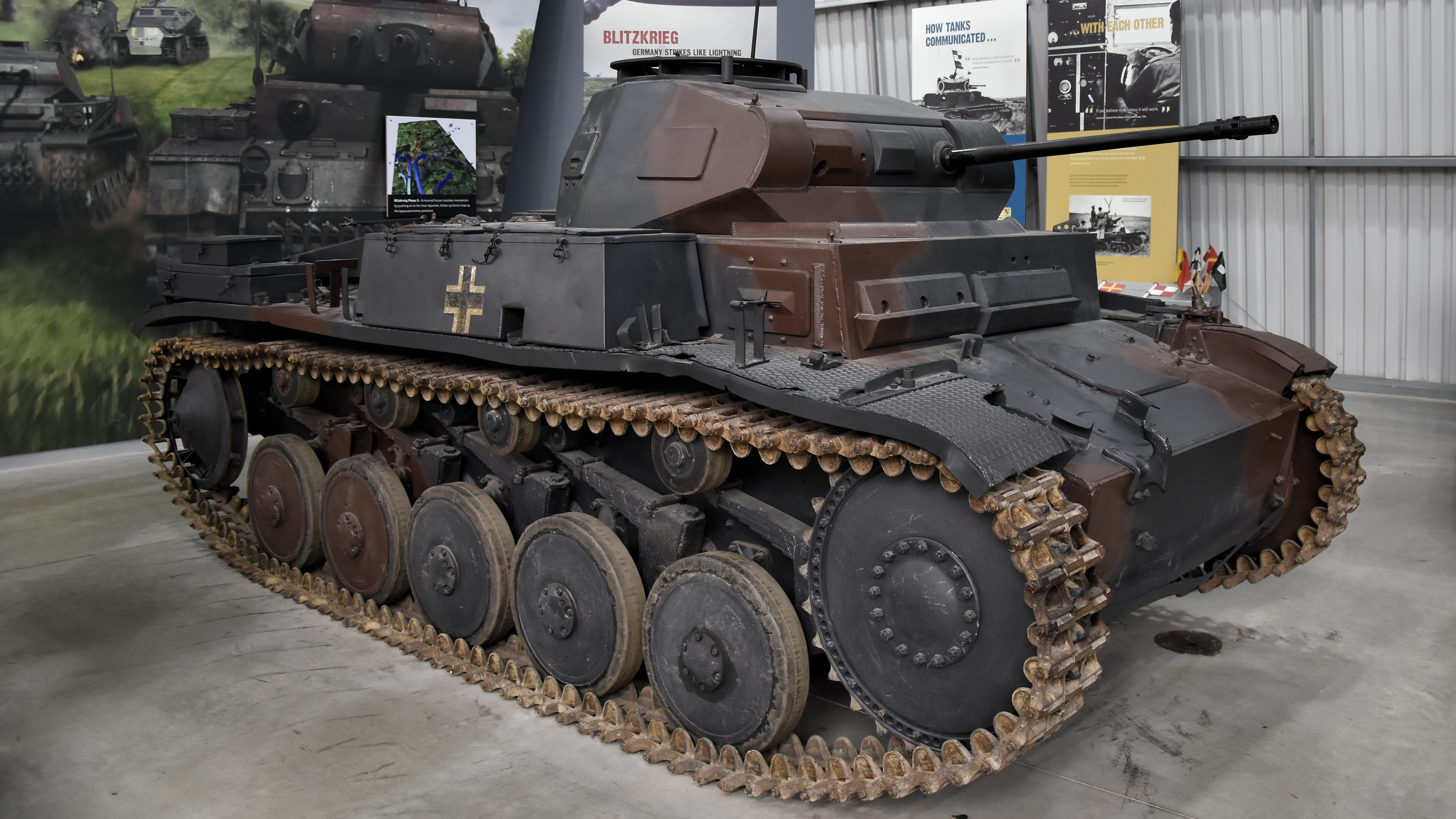
PzKpfw. II Ausf. F - in The Tank Museum te Bovington Camp

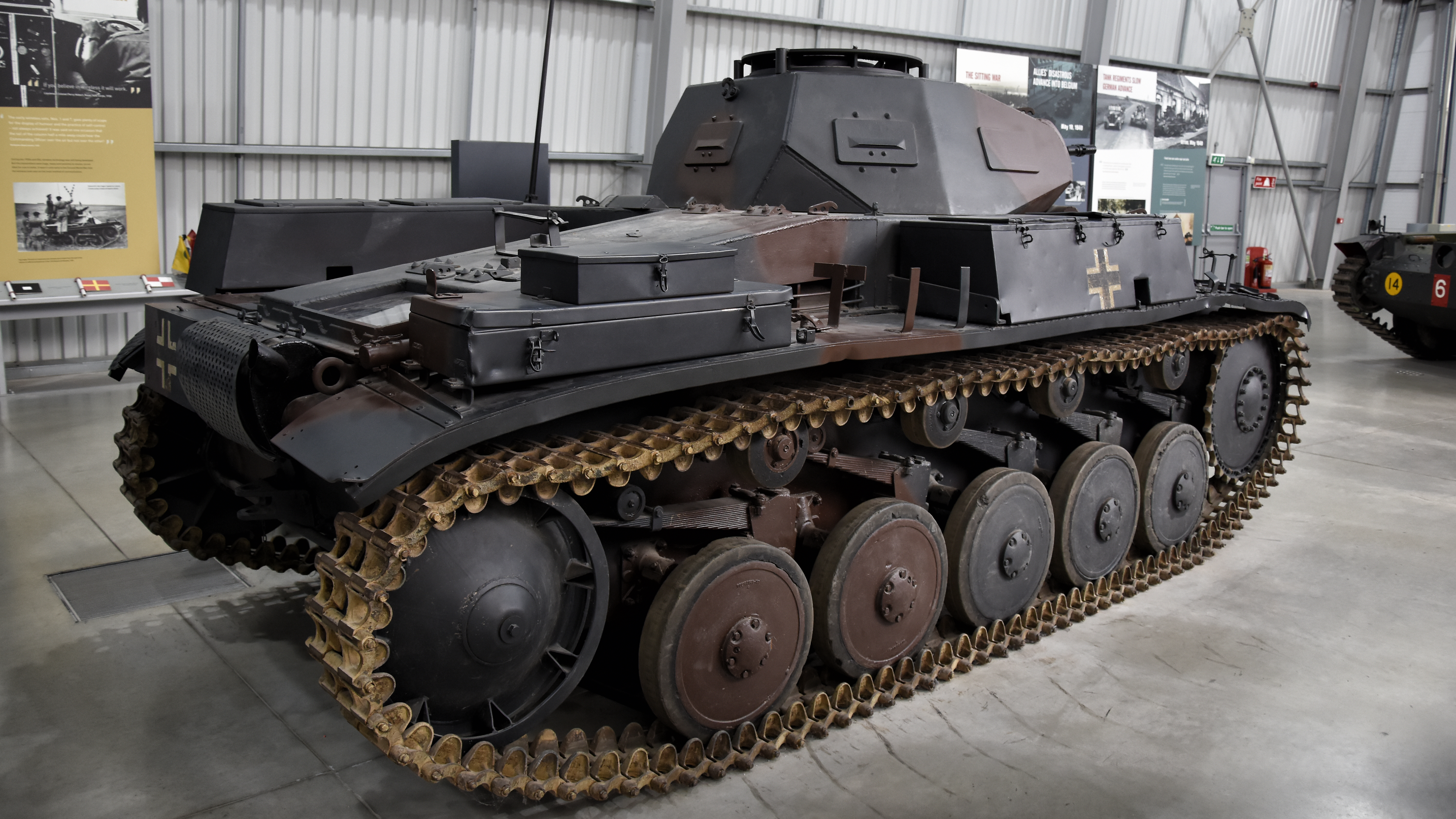
PzKpfw. II Ausf. F - in The Tank Museum te Bovington Camp

De Panzerkampfwagen II, (officiële afkorting PzKpfw. II, in het spraakgebruik wel Panzer II genoemd), is een Duitse tank uit de Tweede Wereldoorlog. Net zoals de Panzerkampfwagen I was het geen zware tank en meer bedoeld voor verkenningsritten en trainingen dan gevechten. Het liep echter anders. De Pzkpfw II, waar er rond de 1920 stuks van gemaakt zijn, zou tijdens de openingsfases van de Tweede Wereldoorlog een cruciale rol spelen binnen de Blitzkrieg.

## Ontwikkelingsgeschiedenis
In juli 1934 werd er besloten om een nieuwe tank te produceren die rond de 10 ton zou wegen (twee keer zoveel als de Panzerkampfwagen I (PzKpfw I), maar in vergelijking met een laatoorlogse tank als de Panther, met meer dan 40 tonmassa, nog altijd vrij licht). Een jaar later kwamen Krupp AG, MAN, Henschel und Sohn AG en Daimler-Benz AG alle met een eigen prototype van (een deel van) de tank. Net zoals met de Pzkpfw I gebeurde dit onder het mom van het bouwen van tractors omdat het Duitsland op basis van het verdrag van Versailles verboden was om tanks te produceren. Uiteindelijk zou MAN het chassis bouwen en Daimler-Benz het bovenstel.
De Panzerkampfwagen II was geen zware gevechtstank en inferieur aan de ontwerpen van de geallieerden. Oorspronkelijk was het ook de bedoeling dat de Panzerkampfwagen III en IV klaar zouden zijn alvorens de oorlog zou beginnen. Echter, de bouw van deze tanks liep vertraging op waardoor zowel de Panzerkampfwagen I en II veel meer actie zouden zien dan van tevoren was voorzien. De bepantsering van 10-14 mm was te zwak om alles zwaarder dan een machinegeweer te kunnen weerstaan. De latere modellen kregen dan ook een sterkere bepantsering tot 30 mm. Ook de bewapening van een kanon (in feite een zwaar luchtdoelmachinegeweer) van 20 mm bleek slecht in staat om vijandelijke voertuigen uit te schakelen. Tijdens de invasie van Frankrijk ondernam men dan ook pogingen om er een 37mm-kanon op te zetten, maar dat project werd nooit afgerond.
De eerste twee versies van de PzKpfw II, Ausf. A en B, waren eigenlijk nog testmodellen met een weinig effectief en onderhoudsgevoelig onderstel. Desondanks zouden die ook ingezet worden aan het begin van de oorlog. Ausf. C en de sterk daarop gelijkende Ausf. A, B en C waren de eerste 'echte' Panzer II tanks en van deze versies werden dan ook verreweg het meest geproduceerd. Zij hadden een onafhankelijke wielophanging met bladveren. In 1938 introduceerde MAN de Ausf. D en E voor een parallelle productie. Dit was een grondige herziening van de hele tank waarin praktisch gezien eigenlijk alleen de geschutskoepel hetzelfde bleef in vergelijking met voorgaande versies. Door een geavanceerde torsiestaafophanging lag de snelheid aanmerkelijk hoger. Deze laatste modellen zouden echter al snel alle omgebouwd worden tot vlammenwerpers. November 1939 viel de productie van alle typen vrijwel stil ten gunste van de zwaardere tanks. Later, in maart 1941, werd de Ausf. F door FAMO geïntroduceerd. Eigenlijk was dit de Ausf. C die tot juli 1942 opnieuw in productie genomen werd. Van deze versie zouden er relatief veel (509) als gevechtstank worden gebouwd ondanks dat het merendeel van de geproduceerde chassis gebruikt werd om er Marder II of Wespe van te maken.
Van de versies na Ausf. F kwam het merendeel niet voorbij de prototypefase. Alleen van Ausf. L (Luchs), die tussen 1943 en 1944 werd gebouwd verschenen er nog meer dan 100. Dit was in wezen een geheel nieuwe tank.

## Operationele geschiedenis

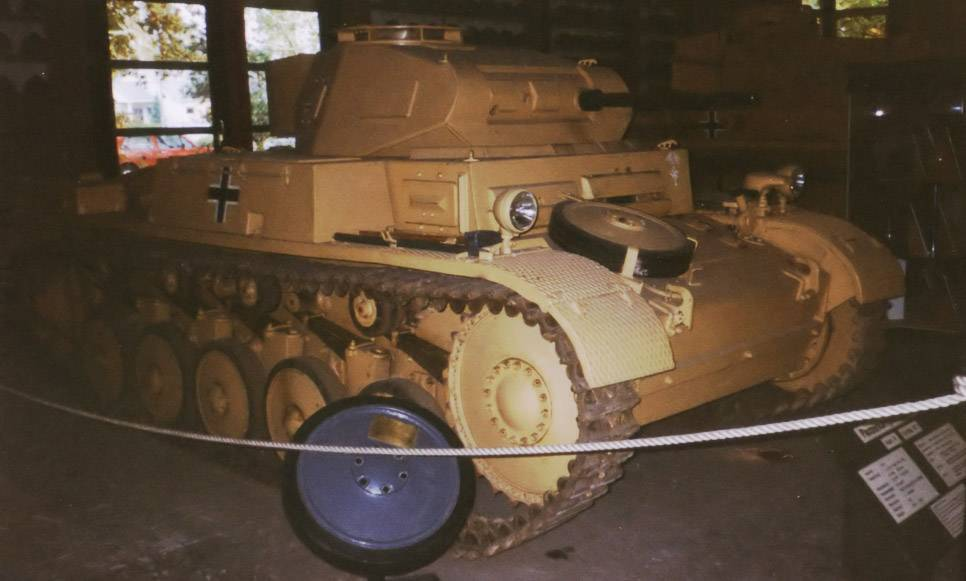
PzKpfw. II Ausf. F in Pantsermuseum Munster te Munster (Nedersaksen)

De levering aan het leger verliep eerst traag. Op 1 oktober 1936 waren er vijf afgeleverd; 1 mei 1937 115; 1 januari 1938 314; 1 oktober 1938 823; 1 maart 1939 1094. Tot begin 1939 had ieder tankpeloton van de Panzerkampfwagen I één PzKpfw II voor de pelotonscommandant. Pas toen werden er pelotons opgericht met alleen PzKpfw II.
Het is onduidelijk of de Panzerkampfwagen II al ingezet werd tijdens de Spaanse Burgeroorlog; er bestaat geen documentatie uit de tijd zelf die dit aantoont. Wat wel zeker is, is dat er een aantal van deze tanks een rol hebben gespeeld bij de annexatie van delen van Tsjecho-Slowakije en van Oostenrijk (ook wel der Anschluss genoemd). De echte vuurdoop zou pas plaatsvinden tijdens Fall Weiss, de Poolse Veldtocht in 1939. 1223 Panzer II waren beschikbaar op 1 september 1939. Daarvan werden er 1151 ingezet tijdens de invasie (plus 67 in reservecompagnieën), waarvan er 83 verloren gingen. Fall Weiss was een belangrijke les voor de Duitsers. Wat betreft de Pzkpfw II, in die Poolse veldtocht getalsmatig de belangrijkste tank, kwamen ze erachter dat bepantsering en bewapening niet voldeden om de tank in de toekomst nog lang in te zetten aan het front. Langzamerhand zou de rol dan ook veranderen van gevechtstank naar een ondersteunende functie of voor verkenningsmissies. In de winter van 1940 werd het merendeel van de overgebleven PzKpfw II voorzien van extra pantsering tot een totale dikte van 30 mm.
Bij de aanval op Noorwegen werden 18 PzKpfw II ingezet.

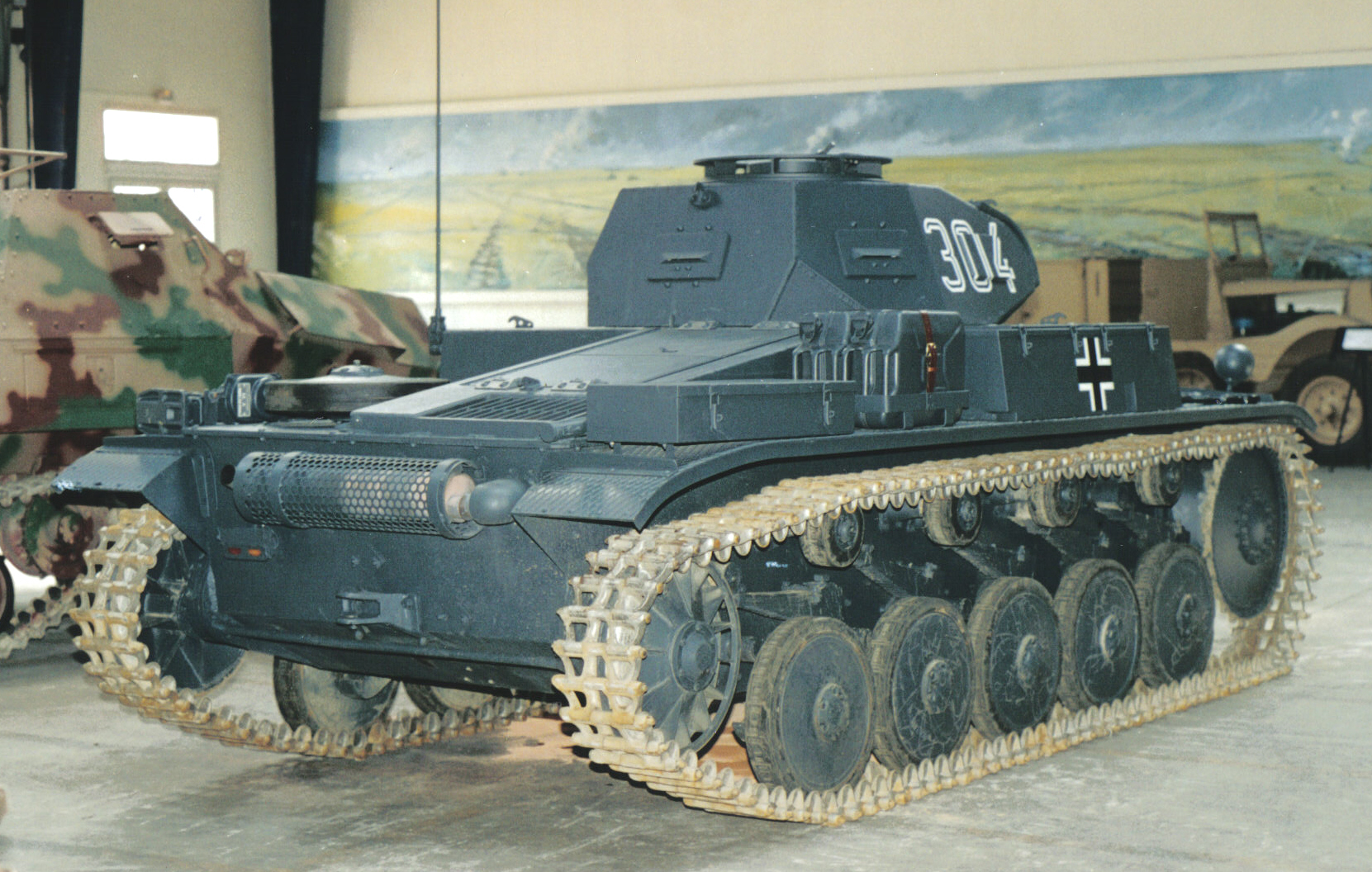
PzKpfw. II Ausf. C in het Musée des Blindés te Saumur

Tijdens Fall Gelb, de invasie van de Lage Landen en Frankrijk werden er nog 920 van de toen beschikbare 1092 Panzer II ingezet - en daarmee waren die nog steeds de meest gebruikte tank - waarvan er 240 verloren gingen. De tank voldeed bij deze veldtocht nog vrij redelijk omdat hij met zijn snelvuurkanon de vijand kon overbluffen - de hele Blitzkrieg was immers op bluf gebaseerd. Een jaar later, in 1941, werden tegen Joegoslavië 260 PzKpfw II ingezet, waarvan er 13 verloren gingen. Op 22 juni rolden 793 van deze tanks de Sovjet-Unie binnen als onderdeel van Operatie Barbarossa. De PzKpfw II was toen eindelijk ingehaald door de PzKpfw III, maar maakte nog steeds een kwart uit van het bestand. De Sovjets leken goed opgewassen tegen de relatief kleine tank (458 zouden er tussen 22 juni en 31 december 1941 verloren gaan) en bij het zomeroffensief van 1942 waren er nog maar 381 in de organieke sterkte. Naarmate de kansen van de oorlog keerden zou dit aantal alleen maar verder teruglopen. Tijdens D-Day en daarna werden ze nog wel gebruikt, maar nieuwere tanks zoals de Panzerkampfwagen III, IV of de Panther hadden de lichtere Panzerkampfwagen I en II inmiddels al vervangen. Hoewel eenvoudig te repareren was de tank mechanisch onbetrouwbaar en de nog bestaande exemplaren waren totaal versleten.
Een bijzonder inzet volgde nog in 1944. Voor drie Heeres-Sturmartillerie-Brigades werden zogenaamde Panzer-Begleit-Batterien met elk 14 PzKpfw II opgesteld voor nabije bescherming en de General Inspektor der Panzertruppe stelde daarvoor 50 oude PzKpfw II beschikbaar. Van mei tot november 1944 waren die zo in actie, maar tegen die tijd waren de meeste door mechanisch of vijandelijk vuur uitgevallen.

## Varianten
- PzKpfw II Ausf a/1 a/2 und a/3 - Sd.Kfz. 121,
- PzKpfw II Ausf b - Sd.Kfz. 121,
- PzKpfw II Ausf c, A, B und C - Sd.Kfz. 121,
- PzKpfw II Ausf D und E (Sd.Kfz. 121),
- PzKpfw II Ausf F (Sd.Kfz. 121),
- PzKpfw II Flamm Ausf A und B (Sd.Kfz. 122),
- PzKpfw II Ausf G (VK901),
- PzKpfw II Ausf J (VK1601),
- PzKpfw II nA Ausf H und M (VK903 und VK1301),
- PzKpfw II ausf L (VK1303, Sd.Kfz. 123).